# Theridion squalidum
Theridion squalidum là một loài nhện trong họ Theridiidae.
Loài này thuộc chi Theridion. Theridion squalidum được Arthur T. Urquhart. miêu tả năm 1886.